# 藤田友敬
藤田 友敬（ふじた ともたか、1964年 - ）は、日本の法学者。専門は、商法・会社法。東京大学大学院法学政治学研究科教授。実父は会計学者の藤田友治（1928年 - 2001年）。江頭憲治郎門下。

## 経歴
- 1983年3月 - 甲陽学院高等学校卒業。
- 1987年3月 - 東京大学法学部第2類卒業。
- 1988年3月 - 東京大学法学部第1類卒業。
- 1988年4月 - 東京大学法学部助手 。
- 1991年4月 - 成蹊大学法学部専任講師 。
- 1993年4月 - 成蹊大学法学部助教授 。
- 1998年9月 - 東京大学大学院法学政治学研究科助教授 。
- 2004年4月 - 東京大学大学院法学政治学研究科教授。

## 著書・論文
- 「社債権者集会と多数決による社債の内容の変更」（『現代企業立法の軌跡と展望 鴻常夫先生古稀記念』所収）（商事法務研究会、1995年）
- 『改正会社法セミナー 株式編』（江頭憲治郎、神作裕之、武井一浩と共編著）（有斐閣、2005年）
- 『改正会社法セミナー 企業統治編』（江頭憲治郎、神作裕之、武井一浩と共編著）（有斐閣、2006年）
- 『企業法の理論 江頭憲治郎先生還暦記念上巻・下巻』（黒沼悦郎と共編著）（商事法務、2007年）
- 『ソフトローの基礎理論』（有斐閣、2008年）
- Rotterdam Rules: The UN Convention on Contracts for the International Carriage of Goods Wholly or Partly by Sea, Sweet & Maxwell, 2010（Michael F. Sturley,G.J. van der Zielと共著）
- 『アジア太平洋地域におけるロッテルダム・ルールズ[』（商事法務，2014年）
- The Rotterdam Rules in the Asia-Pacific Region, Shojihomu, 2014
- 『企業法の進路 -- 江頭憲治郎先生古稀記念』（黒沼悦郎と共編著）（有斐閣，2017年）
- 『自動運転と法』（有斐閣，2018年）
- 『Ｍ＆Ａ契約研究---理論・実証研究とモデル契約条項』（有斐閣，2018年12月）
- 『M&Aの新たな展開』（有斐閣，2020年5月）
- 『新・改正会社法セミナー　令和元年・平成26年改正の検討』（澤口実と共編著）（有斐閣，2023年3月）

## 受賞歴
- 1993年 - リーゼ賞（日本空法学会）
- 2002年 - 小町谷賞（日本海法学会）
- 2010年 - 大隅健一郎賞（商事法務研究会）
- 2011年 - 小町谷賞・著書の部（日本海法学会）
- 2022年 - 第28回（令和3年度）全国銀行学術研究振興財団賞
- 2024年 - 紫綬褒章[1][2][3]